# W3Schools
W3Schools là một website giáo dục freemium cho việc học lập trình và các công nghệ web trực tuyến. W3Schools có chứa các nội dung gồm hướng dẫn và tài liệu tham khảo liên quan đến HTML, CSS, JavaScript, JSON, PHP, Python, AngularJS, SQL, Bootstrap, Node.js,  jQuery, XQuery, Ajax, và XML. 
W3Schools được Refsnes Data ở Na Uy điều hành.